# 6102 Visby
A 6102 Visby (ideiglenes jelöléssel 1993 FQ25) a Naprendszer kisbolygóövében található aszteroida. UESAC fedezte fel 1993. március 21-én.